# (21059) Penderecki
(21059) Penderecki ist ein Asteroid des Hauptgürtels, der am 9. April 1991 vom deutschen Astronomen Freimut Börngen am Observatorium der Thüringer Landessternwarte Tautenburg (IAU-Code 033) entdeckt wurde.
Der Asteroid ist nach dem polnischen Komponisten Krzysztof Penderecki (1933–2020) benannt, der als einer der führenden Komponisten der polnischen Avantgarde gilt und vor allem durch seine Klangkompositionen Aufsehen erregte.